# Куликово (Тальменський район)
Кулико́во (рос. Куликово) — село у складі Тальменського району Алтайського краю, Росія. Входить до складу Кашкарагаїхинської сільської ради.

## Населення
Населення — 91 особа (2010; 113 у 2002).
Національний склад (станом на 2002 рік):
- росіяни — 91 %